# Július Satinský
Július Satinský (20. srpna 1941 Bratislava – 29. prosince 2002 Bratislava) byl slovenský herec, komik, dramatik, spisovatel a autor literatury pro děti.

## Životopis
Július Satinský se narodil a celé dětství prožil v Bratislavě. Jeho rodina zde bydlela v Dunajské ulici. K Bratislavě měl velmi blízký vztah. Ovládal mnoho cizích jazyků. Herecké sklony se u něj projevovaly už v mladém věku a v roce 1958 vyhrál recitační soutěž Hviezdoslavov Kubín. Později vystudoval pedagogiku na střední pedagogické škole, profesi učitele však nikdy nevykonával. Jeho velkou touhou bylo herectví, na jehož studium nebyl přijat. Na Vysoké škole múzických umění studoval v letech 1962–1966 dramaturgii a jako dramaturg v letech 1964–1967 pracoval v Československé televizi v Bratislavě. Od roku 1959 spolu s Milanem Lasicou vystupovali jako komická dvojice v autorských pořadech. Účinkovali v Tatra revue a v Divadelnom štúdiu (Divadlo Na korze). Po roce 1968, v období normalizace, naráželi i s partnerem Milanem Lasicou na množství překážek a po zákazu činnosti na Slovensku působili dva roky v moravském Satirickém divadle Večerní Brno a v letech 1972–1978 v operetě Nové scény v Bratislavě. V roce 1978 přestoupil do činohry Nové scény.
Byl univerzální a tvořivou osobností a svůj talent rozvinul i jako autor velkého množství scének, dialogů, celovečerních programů, je též autorem několika knih s tematikou jemu blízkých vzpomínek na Bratislavu, oblíbených knih pro děti. Byl také přispěvatelem do mnoha novin a časopisů. Snad nejpopulárnější byl kabaretní program Ktosi je za dverami, ve kterém vystupoval společně s Milanem Lasicou. Spolu tu glosovali aktuální témata.
Jeho první manželkou byla členka Baletu Slovenského národního divadla, tanečnice Lúčnice a překladatelka z angličtiny a španělštiny Oľga Lajdová. V roce 1985 (po 20 letech manželství) zemřela – utonula při koupání v Karibském moři na Amerických Panenských ostrovech, kde je také pohřbena. Se svou druhou manželkou (od roku 1985) MUDr. Vierou Satinskou (* 1955) měl dceru Lucii a syna Jána. V roce 1989 mu byl udělen titul zasloužilý umělec. Slovenská astronomická společnost po něm pojmenovala planetku 15946 Satinský objevenou 8. ledna 1998 Adránem Galádem a Alexandrem Pravdou na Astronomické a geofyzikální observatoři Modra-Piesky.  

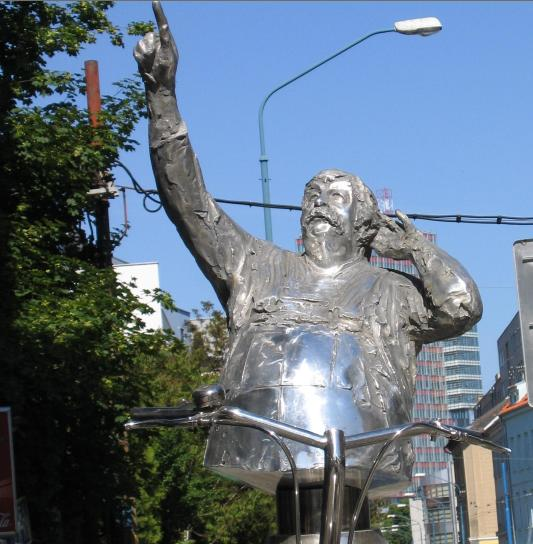
Pomník Julia Satinského v bratislavské Dunajské ulici

V roce 1997 získal společně s Milanem Lasicou Krištáľové krídlo za celoživotné dílo. 
V roce 2002 jej prezident Slovenské republiky Rudolf Schuster odměnil státním vyznamenáním Pribinův kříž I. třídy. 
V roce 2003 byl vyznamenán českou Medailí Za zásluhy I. stupně in memoriam.
Július Satinský zemřel 29. prosince 2002 ve věku 61 let na rakovinu tlustého střeva.
Byl člověk konzervativního smýšlení a známý monarchista, netajil se svou nostalgií po světě zaniklého Rakouska-Uherska.

## Dílo

### Knihy pro dospělé
- 1966 – Ktosi je za dverami
- 1966 – Večery pre dvoch
- 1967 – Nečakanie na Godota, soubor dramatických scének a povídek (spoluautor Milan Lasica)
- 1968 – Soirée (spoluautor Milan Lasica)
- 1969 – Radostná správa
- 1970 – Lasica, Satinský a vy, knižní výběr z představení (spoluautor Milan Lasica)
- 1971 – Ako vzniká sliepka (spoluautor Milan Lasica)
- 1979 – Náš priateľ René, divadelní hra (spoluautor Milan Lasica)
- 1982 – Nikto nie je za dverami
- 1986 – Deň radosti, divadelní hra (spoluautor Milan Lasica)
- 1988 – Tri hry, knižní vydání her (Nikto nie je za dverami, Náš priateľ René, Deň radosti) (spoluautor Milan Lasica)
- 1990 – Jubileum
- 1991 – Kam na to chodíme (spoluautor Milan Lasica a Stanislav Štepka)
- 1991 – Moji milí Slováci. Listy rodákom o nebezpečenstvách, ktoré im hrozia
- 1993 – Karavána šteká, psi idú ďalej
- 1994 – Už ani muk! alebo Karavána šteká, psi idú ďalej 2
- 1994 – Mě z toho trefí šlak!
- 1996 – Rozprávky uja Klobásu
- 1996 – Karavána šteká, psi idú ďalej 3
- 1996 – L & S, 1. diel, souborné dílo
- 1997 – Šľak ma ide trafiť!
- 1997 – Trialóg (spolu s Miroslavem Horníčkem a Milanem Lasicou)
- 1998 – L & S, 2. diel, souborné dílo
- 1999 – Tristo hrmených (… prvých sto!)
- 2000 – L & S, 3. diel, souborné dílo
- 2002 – Polstoročie s Bratislavou
- 2002 – Chlapci z Dunajskej ulice
- 2002 – Z mojich denníkov
- 2002 – Čučoriedkáreň
- 2003 – Čučoriedkáreň 2
- 2003 – Momentálne som mŕtvy, zavolajte neskôr

### Knihy pro děti
- 1996 – Rozprávky uja Klobásu

### Ostatní literatura
- Milan Lasica a Jan Kolář: Bledomodrý svet Júliusa Satinského, vydalo Štúdio L+S v roce 2004, ISBN 80-969028-0-6

### Diskografie
- 1981 – Bolo nás jedenásť (zpěv)
- 1982 – S vetrom opreteky (zpěv)
- 1995 – Piesne 1981-1990 (zpěv)
- 1986 – Kozmické piesne (účinkuje)

## Herecké obsazení

### Filmové role
- 1961 – Vždy možno začať (Faruľa)
- 1962 – Výlet po Dunaji (Julo)
- 1965 – Nylonový mesiac
- 1967 – Cézar a detektívi (Indián)
- 1969 – Sladké hry minulého léta (Flamengo)
- 1969 – Slávnosť v botanickej záhrade
- 1978 – Smoliari (Pucinkův otec)
- 1979 – Nekonečná – nevystupovat (Julo)
- 1979 – Hodinářova svatební cesta korálovým mořem
- 1979 – Ťaví zadok
- 1979 – Dve frašky
- 1981 – Buldoci a třešně (příslušník VB)
- 1981 – Plavčík a Vratko (druhý král)
- 1981 – Pohádka svatojánske noci (Jura)
- 1981 – Pomocník (dr. Bielik)
- 1982 – S tebou mě baví svět (dr. Albert Horák)
- 1982 – Srdečný pozdrav ze Zeměkoule („B“)
- 1983 – Tři veteráni (král Pikola)
- 1984 – Prodavač humoru (Jožin Petránek)
- 1985 – Vesničko má středisková (pilot Štefan)
- 1986 – Můj hříšný muž (tlumočník)
- 1986 – Utekajme, už ide! (vyšetřovatel)
- 1986 – Zkrocení zlého muže (masér Viktor)
- 1987 – Pehavý Max a strašidlá (hostinský)
- 1987 – Křeček v noční košili (Křeček)
- 1988 – Čertovo vrece
- 1989 – Vážení přátelé, ano (Pepík Berka)
- 1990 – Zlatnanka
- 1991 – Tajomstvo alchymistu Storitza (Roderič)
- 1991 – Safari za kuchyňou
- 1993 – Kanárská spojka (šéf slovenské mafie)
- 1996 – Požírač medvědů (Jan Welzl, Eskymo)
- 1997 – Orbis Pictus (Drusa)
- 1997 – Rumplcimprcampr (TV pohádka)
- 2002 – Kruté radosti (Helenin strýc)

### Divadelní role
- 1973 – Nikolaj Vasiljjevič Gogol: Revízor (Dobčinskij)
- 1973 – Bréal: Husári (Flicot)
- 1973 – Ešpaj: Svadby z klobúka (Pierot)
- 1975 – Csemer: Červená karavána
- 1975 – Ján Solovič: Plné vrecká peňazí (Gejza Galiba)
- 1978 – William Shakespeare: Márna lásky snaha (Holofernes)
- 1978 – Strašne ošemetná situácia (zaměstnanec divadla)
- 1980 – John Gay: Žobrácka opera (Lockit a žebrák)
- 1981 – Stanislav Stratiev: Autobus (Nezodpovedný)
- 1982 – Šulaj: Kocúrkovo II. (Zbojník II.)
- 1983 – Ján Solovič: Kráľovná noci v kamennom mori (Rafael Haluza)
- 1983 – Jan Drda: Na posiedke s čertom (Čert Karborund)
- 1984 – Johann Christoph Friedrich Schiller: Parazit (Michel)
- 1984 – Maxim Gorkij: Na dne (Strýc)
- 1985 – Vladimír Mináč: Výrobca šťastia (Cyril, Anděl, Kat)
- 1986 – Ivan Vazov: Súboj (Tichon Papričev)
- 1987 – Frayn: Sardinky na scénu, prosím (Tim Algood)
- 1988 – Nikolaj Vasiljevič Gogol: Mŕtve duše (Sluha)
- 1988 – Molière: Tartuffe (Soudní vykonavatel)
- 1990 – Salvatore: Stalin (Stalin)